# Superman (1978)
Superman (alternativer deutscher Titel: Superman – Der Film) ist ein Science-Fiction-Film aus dem Jahr 1978 und zugleich der erste Teil der erfolgreichen Comicverfilmungen um die Geschichte des von Jerry Siegel und Joe Shuster geschaffenen Comichelden Superman.

## Handlung
Der Planet Krypton befindet sich in einer dramatischen Krise. Sein Ältestenrat verurteilt drei prominente Aufständische und verbannt diese in die Phantomzone. Die Warnung des Wissenschaftlers Jor-El vor einer drohenden Katastrophe nimmt der Ältestenrat nicht ernst. Jor-El hat vorausgesagt, dass der Planet vom Kurs abkommt und bei der Explosion der Sonne vernichtet wird. Ihm und seiner Frau wird verweigert, den Planeten zu verlassen. Jor-El akzeptiert diese Entscheidung, rettet jedoch seinen gerade geborenen Sohn Kal-El, indem er ihn in einer Raumsonde auf eine lange Reise zur Erde sendet – Sekunden, bevor Krypton von einer Supernova erfasst und ausgelöscht wird.
Nach dreijähriger Reise durch den Weltraum landet Kal-Els Sonde auf der Erde in Kansas, USA. Das Farmerehepaar Jonathan und Martha Kent findet ihn und zieht ihn unter dem Namen Clark auf ihrer Farm in Smallville groß, wo er seine Superkräfte vor allen verbergen muss.
Jahre später, nach dem Tod Jonathans, findet Clark unter der Scheune die Überreste seiner Raumsonde und darin einen grünen Kristall. Er begibt sich in den hohen Norden, wo er den Kristall ins Eis wirft. Ein gigantisches Gebäude wächst aus dem Eis. In dieser Festung der Einsamkeit erfährt Clark durch dort eingespeicherte Erinnerungen seines Vaters von seiner Herkunft und beginnt mit seiner Hilfe, seine Kräfte zu trainieren. Zwölf Jahre später zieht Clark, inzwischen ein junger Mann, in die US-Ostküstenmetropole Metropolis. Dort arbeitet der introvertiert-schüchtern daherkommende Clark als Reporter beim Daily Planet mit seiner hektisch-extrovertierten Kollegin Lois Lane zusammen und verliebt sich in diese. Gleichzeitig beginnt er als Superman, Gutes zu tun und Verbrechen zu bekämpfen.
Der Schwerverbrecher Lex Luthor plant unterdessen, ein künstliches Erdbeben in der St.-Andreas-Spalte auszulösen. Dadurch will er eine Art Neu-Kalifornien schaffen und den Wert seines zuvor günstig erstandenen Landes vervielfachen. Wohl wissend, dass Superman ihn aufhalten kann, lockt er diesen in eine Falle. Unter einem Vorwand lockt Luthor Superman in sein Versteck unterhalb der Stadt. Mit Hilfe der schwächenden Wirkung von Kryptonit, welches er zuvor aus einem Museum in Addis Abeba gestohlen hat, hält er Superman in Schach und lässt zwei vorher von ihm umprogrammierte Atomraketen umleiten. Beide sollen am jeweils anderen Ende des Landes einschlagen, damit Superman im Fall der Fälle nicht beide aufhalten kann.
Als Luthors Gehilfin Eve Teschmacher erfährt, dass eine der Raketen Hackensack (New Jersey), den Wohnort ihrer Mutter, treffen soll, verhilft sie Superman zur Flucht – unter der Bedingung, dass er ihre Mutter rettet. Superman lenkt die Hackensack-Rakete ab und sieht im Weltraum, dass die andere Rakete in Kalifornien einschlägt und explodiert, wodurch die St.-Andreas-Spalte aktiviert wird. Er kann die Auswirkungen des einsetzenden Erdbebens abmildern: Er stabilisiert die San-Andreas-Verwerfung, repariert die bereits beschädigte Golden Gate Bridge und stoppt die Wassermassen des gebrochenen Hoover Damms. Er schafft es allerdings nicht mehr, auch das Leben von Lois Lane zu retten, die bei einem Erdrutsch ums Leben kommt, nachdem ihr Auto wegen Benzinmangels liegen blieb. Um dies zu korrigieren, unternimmt er entgegen seiner Weisung einen Zeitsprung in die Vergangenheit, indem er mit hoher Geschwindigkeit um die Erde fliegt. Wenige Sekunden vor dem Erdrutsch kann er so Lois erreichen und sie vor dem Tod retten.
Zuletzt setzt Superman Lex Luthor und dessen Gehilfen eigenhändig im Staatsgefängnis ab und fliegt lächelnd davon.

## Hintergrund

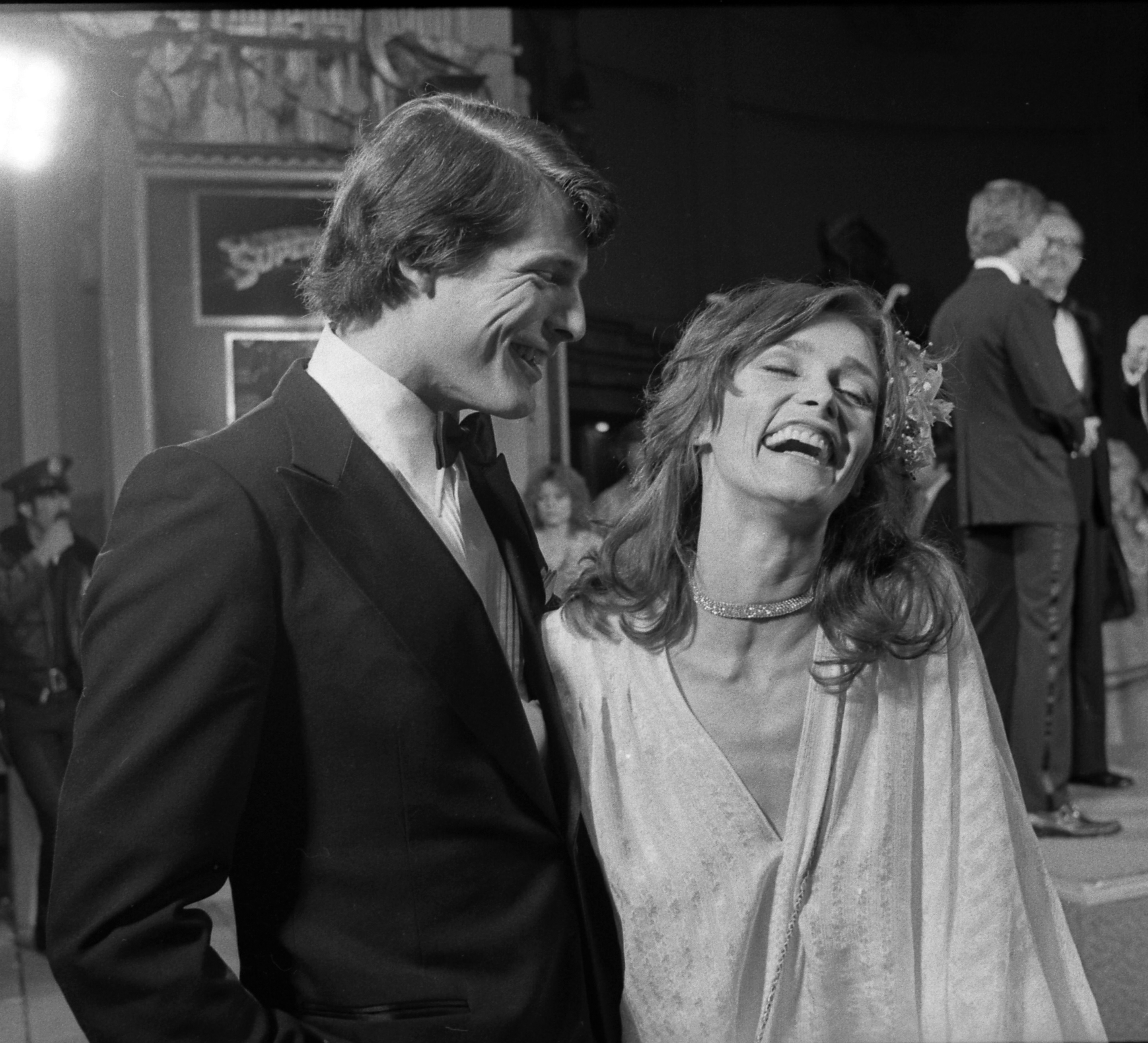
Hauptdarsteller Christopher Reeve und seine Filmpartnerin Margot Kidder bei der Hollywood-Premiere des Films (1978)

- Für die Rolle des Superman wurden auch die Darsteller Arnold Schwarzenegger, Paul Newman, Robert Redford und Patrick Wayne in Betracht gezogen.
- Marlon Brando erhielt aufgrund seiner Darstellung des Jor-El einen Eintrag ins Guinness-Buch der Rekorde als bestbezahlter Nebendarsteller der Welt.
- Kirk Alyn und Noel Neill, die ersten Filmdarsteller von Superman und Lois Lane, übernahmen im Film eine Gastrolle als Eltern von Lois Lane. Bei dem Mann, den Lois und Clark an der Tür des Daily Planet treffen, handelt es sich um den Filmkritiker Rex Reed in einem Cameo.
- Der Film hatte seine Erstaufführung am 10. Dezember 1978 in den USA. Am 26. Januar 1979 startete Superman auch in den deutschen Kinos.
- Superman beginnt mit einer fünf Minuten langen Titelsequenz, in der ausschließlich Texteinblendungen von Cast und Crew, begleitet von John Williams’ Filmmusik, präsentiert werden.
- Superman wurde gleichzeitig mit dem Großteil der Fortsetzung Superman II – Allein gegen alle gedreht.

## Drehorte
Der Film wurde in Kanada, den USA und im Vereinigten Königreich gedreht.
Die Szene, in der der junge Clark Kent einen Zug überholt, wurde in Barons, Alberta gedreht. Dort wurde auch die Football-Szene gedreht. Die Farm der Kents befindet sich in Blackie, Alberta. Im Kananaskis County in Alberta wurden Szenen in der Raketen-Basis gedreht. In Drumheller, Alberta wird eine Friedhofszene gedreht.
New York diente in mehreren Teilen des Films als Drehort. Auf dem Fulton-Fischmarkt kam es zu einer Verfolgungsjagd und Autounfall. In einer weiteren Szene kommt er angeflogen und rettet eine Katze von einem Baum und gibt sie einem Mädchen wieder. Am Solow Building schnappte Superman einen Einbrecher, der an der Außenfassade hinaufkletterte. Das Daily News Building diente auch als Drehort. Zum Teil wurde auch während des New Yorker Stromausfalls am 13. und 14. Juli 1977 gedreht, bei dem Plünderungen, Brände und Massenverhaftungen in der Stadt zu Ausschreitungen führten.
In Eisfelder, British Columbia wurden die Szenen in der „Festung der Einsamkeit“ gedreht.
In den Pinewood Studios in Buckinghamshire und den Shepperton Studios in Shepperton wurden Innenaufnahmen diverser Gebäude gedreht, beispielsweise die der „Festung der Einsamkeit“.
Weitere Drehorte sind Gallup in New Mexico, die Golden Gate Bridge in San Francisco, die Grand Central Station in New York City, der High River in Alberta, die Hollywood Hills in Los Angeles, der Hoover Dam in Arizona/Nevada, die Wall Street in New York und der Red Rock State Park in New Mexico.

## Soundtrack
- Can You Read My Mind von Margot Kidder
  - Musik: John Williams
  - Text: Leslie Bricusse
- Give a Little Bit von Supertramp
  - Musik und Text: Rick Davies und Roger Hodgson
- Only You von The Platters
  - Musik und Text: Buck Ram
- Rock Around the Clock von Bill Haley & His Comets
  - Musik und Text: Max Freedman und James E. Myers

## Rezeption
Dem Budget des Films von 55 Millionen US-Dollar stehen weltweite Einnahmen von rund 300 Millionen US-Dollar gegenüber.
Superman erzielte auf Rotten Tomatoes eine positive Wertung von 94 % basierend auf 72 Kritiken. Metacritic ermittelte einen Metascore von 81 basierend auf 20 Kritiken.

„Mit augenzwinkerndem Humor und damals tricktechnisch innovativ. Fazit: Naiver Klassiker mit zeitlosem Witz.“

„Stilistisch uneinheitlicher Film, der die Chance eines filmischen Comics verfehlt, weil er sich zwischen Mystifizierung, Ironie und trickreicher Action nicht entscheiden kann. Über weite Partien dennoch amüsante Unterhaltung, die in einigen Szenen durch ihre optische Präzision beeindruckt.“

## Synchronisation
Im Jahr 2004 wurde eine neue Synchronisation für den Film aufgenommen, um eine 5.1 Surround Sound Tonspur auch in Deutschland zu ermöglichen. Dabei wurden überwiegend neue Sprecher verwendet. Die neue Synchronisation findet nur beim Director’s Cut Verwendung.
| Rolle                 | Darsteller        | Synchronsprecher (1978) | Synchronsprecher (2004)  |
| --------------------- | ----------------- | ----------------------- | ------------------------ |
| Clark Kent / Superman | Christopher Reeve | Hans-Jürgen Dittberner  | Hans-Jürgen Dittberner   |
| Jor El                | Marlon Brando     | Rolf Schult             | K. Dieter Klebsch        |
| Lex Luthor            | Gene Hackman      | Michael Chevalier       | Engelbert von Nordhausen |
| Lois Lane             | Margot Kidder     | Alexandra Lange         | Andrea Aust              |
| Eve Teschmacher       | Valerie Perrine   | Ilse Pagé               | Christin Marquitan       |
| Perry White           | Jackie Cooper     | Heinz Theo Branding     | Hans-Werner Bussinger    |
| Jimmy Olsen           | Marc McClure      | Michael Nowka           | Marius Clarén            |
| Jonathan Kent         | Glenn Ford        | Heinz Petruo            | Gerhard Paul             |
| Martha Kent           | Phyllis Thaxter   | Inge Landgut            | Regine Albrecht          |
| junger Clark Kent     | Jeff East         | Hans-Jürgen Dittberner  | Matthias Hinze           |
| Vond-Ah               | Maria Schell      | Maria Schell            | Marianne Groß            |

## Auszeichnungen
Bei der Oscarverleihung 1979 erhielt Superman den Special Achievement Award für die visuellen Effekte. Darüber hinaus war der Film in den Kategorien beste Filmmusik, bester Ton sowie bester Filmschnitt für den regulären Oscar nominiert.
John Williams’ Filmmusik war für einen Golden Globe nominiert.
Christopher Reeve erhielt als vielversprechendster Newcomer in einer Hauptrolle den BAFTA Award. Ferner war der Film für die beste Kamera, Szenenbild, Ton und Gene Hackman als bester Nebendarsteller nominiert.
John Williams bekam für seine Filmmusik zwei Grammys und war für einen weiteren nominiert.
Als bester Science-Fiction-Film wurde Superman 1979 mit dem Saturn Award ausgezeichnet. Darüber hinaus wurde der Film für die beste Musik, beste Ausstattung, die besten Spezialeffekte sowie Margot Kidder als beste Hauptdarstellerin geehrt. Mit fünf Auszeichnungen war Superman der erfolgreichste Film des Jahres.
2017 erfolgte die Aufnahme in das National Film Registry.

## Fortsetzungen
1980 folgte mit Superman II – Allein gegen alle die unmittelbare Fortsetzung. Es folgten 1983 und 1987 die Filme Superman III – Der stählerne Blitz und Superman IV – Die Welt am Abgrund.
Im Jahr 2006 erschien mit Superman Returns eine indirekte Fortsetzung von Superman II – Allein gegen alle. So orientiert sich der Film trotz komplett neuem Cast & Crew stark am Stil der älteren Filme. Weiterhin wurde John Williams’ originale Filmmusik aufgegriffen und Archivmaterial mit Marlon Brando verwendet.
Der Panini Verlag brachte im November 2022 die Comic-Fortsetzung des Films im deutschsprachigen Raum als Superman ’78 (= DC Paperback #213) heraus. Die im US-Original Ende 2021/Anfang 2022 unter demselben Namen bei DC Comics erschienene, sechsteilige Geschichte wurde von Robert Venditti geschrieben und von Wilfredo Torres gezeichnet. In der Geschichte bekommt es der Held mit der außerirdischen Maschinenintelligenz Brainiac zu tun.
Der 2013 erschienene Film Man of Steel sowie seine Nachfolger haben nichts mit den vorherigen fünf Teilen zu tun.

## Erweiterte Fassungen
Superman war bereits vor Drehbeginn als sog. Amphibienfilm mit verschiedenen Kino- und TV-Fassungen konzipiert. Damit wurde weitaus mehr Material als in der 137-Minuten-Kinofassung oder im 145-minütigen Director’s Cut gedreht. Es existieren Fernsehfassungen, die bis über 180 Minuten lang sind und oft an zwei Abenden hintereinander gezeigt werden, in dieser Langfassung aber noch nicht auf Deutsch synchronisiert wurden. Die TV-Langfassung wurde inzwischen in den USA auf Blu-ray veröffentlicht.
Im Jahr 2002 wurde von Superman der Director’s Cut angefertigt. Diese Fassung ist knapp 8 Minuten länger und erweitert den Film durch viele kleinere Szenen. Trotz der Neufassung wurde die Kinoversion weiterhin auf allen neuen digitalen Medien veröffentlicht, oft gemeinsam mit dem Director’s Cut. Während der Director’s Cut in der neuen Synchronisation vertrieben wird, liegt der Kinofassung weiterhin die klassische Tonspur vor.